# Historia postal de Rusia

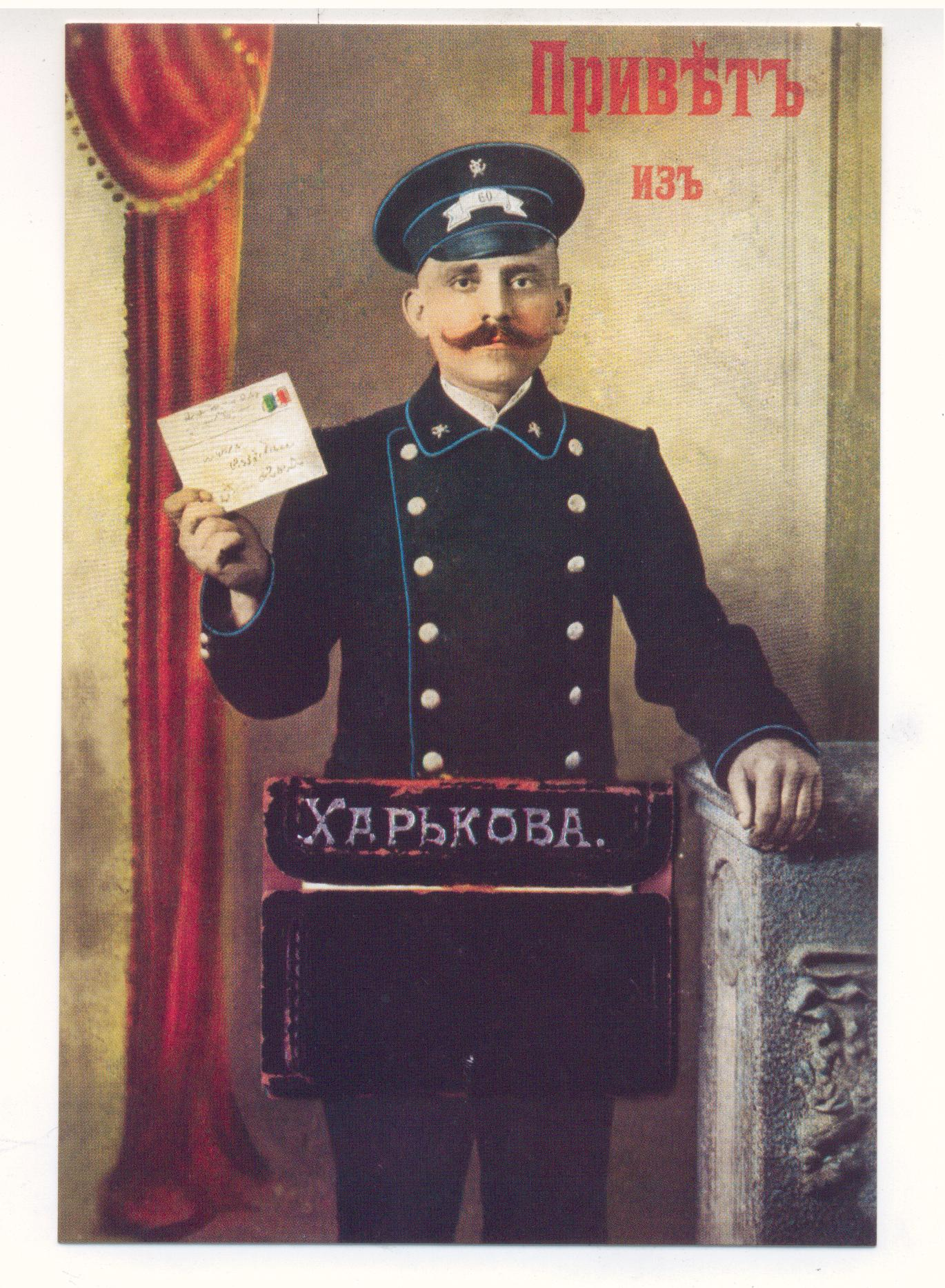
Un cartero del Imperio ruso.

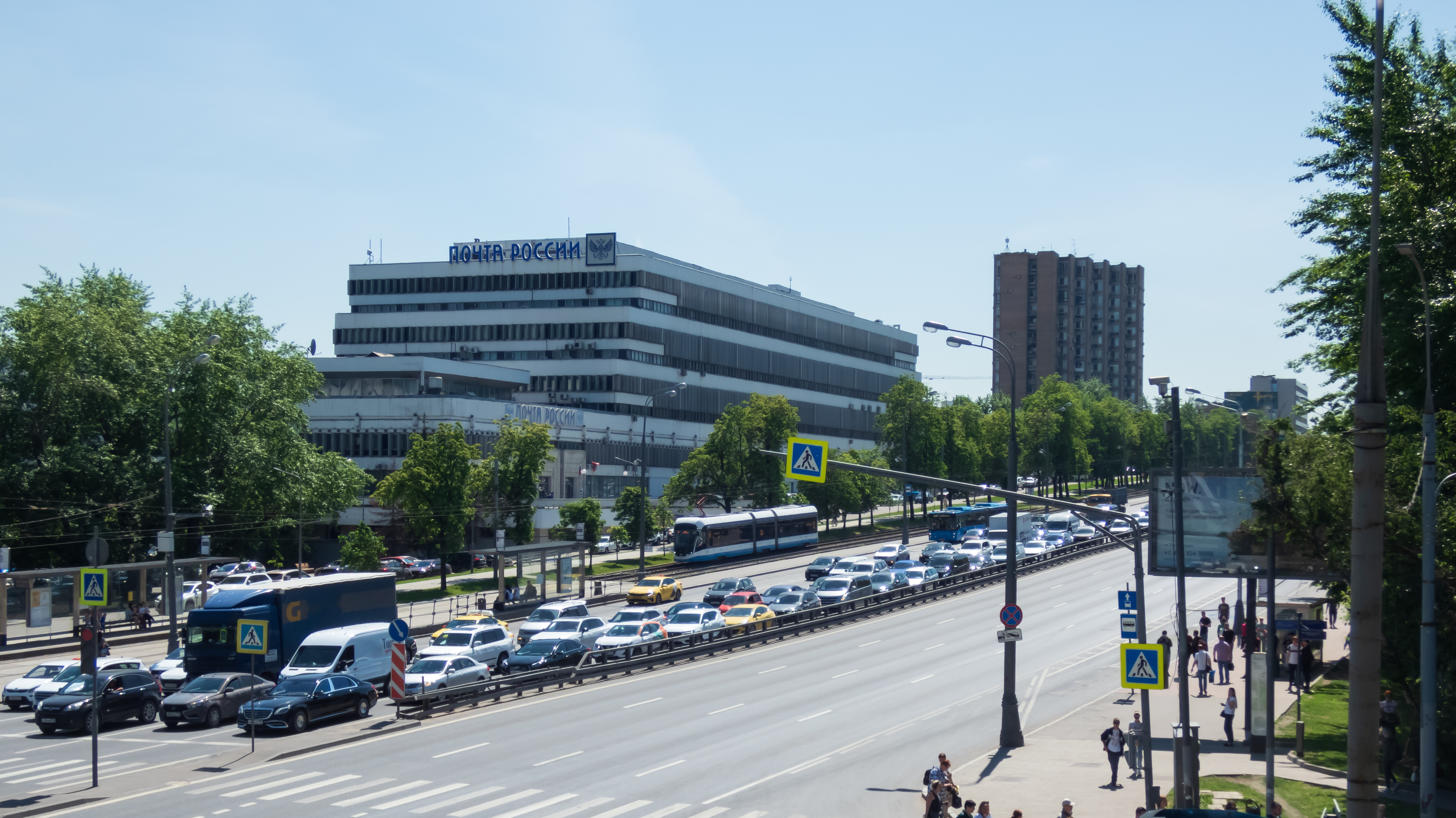
Edificio construido en la URSS.

Los registros iniciales de la historia postal de Rusia mencionan un sistema de mensajeros en el siglo X. Las primeras cartas eran llevadas en forma de un rollo y lacradas con un sello de cera o de plomo. Hacia el siglo XVI, el sistema postal incluía 1600 ubicaciones y el correo tomaba tres días para viajar de Moscú a Nóvgorod. En 1634, un tratado de paz entre Rusia y Polonia estableció una ruta a Varsovia, deviniendo el primer servicio internacional regular de Rusia.

## Imperio ruso
Pedro el Grande promulgó una reforma para volver al sistema postal más uniforme en sus operaciones, y en 1714 las primeras oficinas generales de Correos abrieron en San Petersburgo y Moscú. Se estableció un «Servicio de correo regular» a lo largo del Moscú y las rutas de Riga. En febrero de 1714, el servicio postal empezó a operar dos veces por semana entre San Petersburgo y Riga; en junio operó entre San Petersburgo y Moscú. La oficina de correo de campo fue fundada en 1716, y el llamado correo ordinario en 1720. La entrega regular de paquetes privados (Correo pesado) fue organizado entre 1730-1740. En 1746, los paquetes y la correspondencia privada eran primero entregados por courier, y empezando en 1781, el dinero también podía ser entregado a un  puerta. 
El más antiguo matasellos ruso está fechado en julio de 1765, y dice en caracteres latinos  "ST.PETERSBOVRG", pero la primera recomendación oficial para utilizar matasellos no vino hasta 1781.
En San Petersburgo, se creó la oficina de correo en 1833, dividiéndose la ciudad en 17 distritos con 42 oficinas de correspondencia. En 1834, aparecieron oficinas de recepción en los suburbios. Los buzones de correo -pintados de verde- se instalaron en 1848, el mismo año se emiten los sobres estampados. Los buzones naranjas para servicio del mismo día aparecieron en las estaciones de ferrocarril cercano en 1851, y los sellos de correo aparecieron en 1857. En 1864, el Correo de la ciudad empezó a enviar material impreso y catálogos, y en 1866, se enviaban paquetes.
El Entero postal hizo su primera aparición en 1845, en forma de sobres con valor de 5 kopeks para el correo local entre San Petersburgo y Moscú. La idea funcionó bien, y por ello se extendió por todas partes de Rusia desde el 1 de diciembre de 1848. 
Los sistemas postales locales utilizaron las estampillas denominadas sello zemstvo.
El correo ruso es miembro fundador de la Unión Postal Universal creada en 1874. En 1902, la jefatura del Servicio Postal integró el Ministerio de Asuntos Internos, y en 1917 bajo el Gobierno Provisional, fue parte del Ministerio de Correos y Telégrafos.

## Unión Soviética

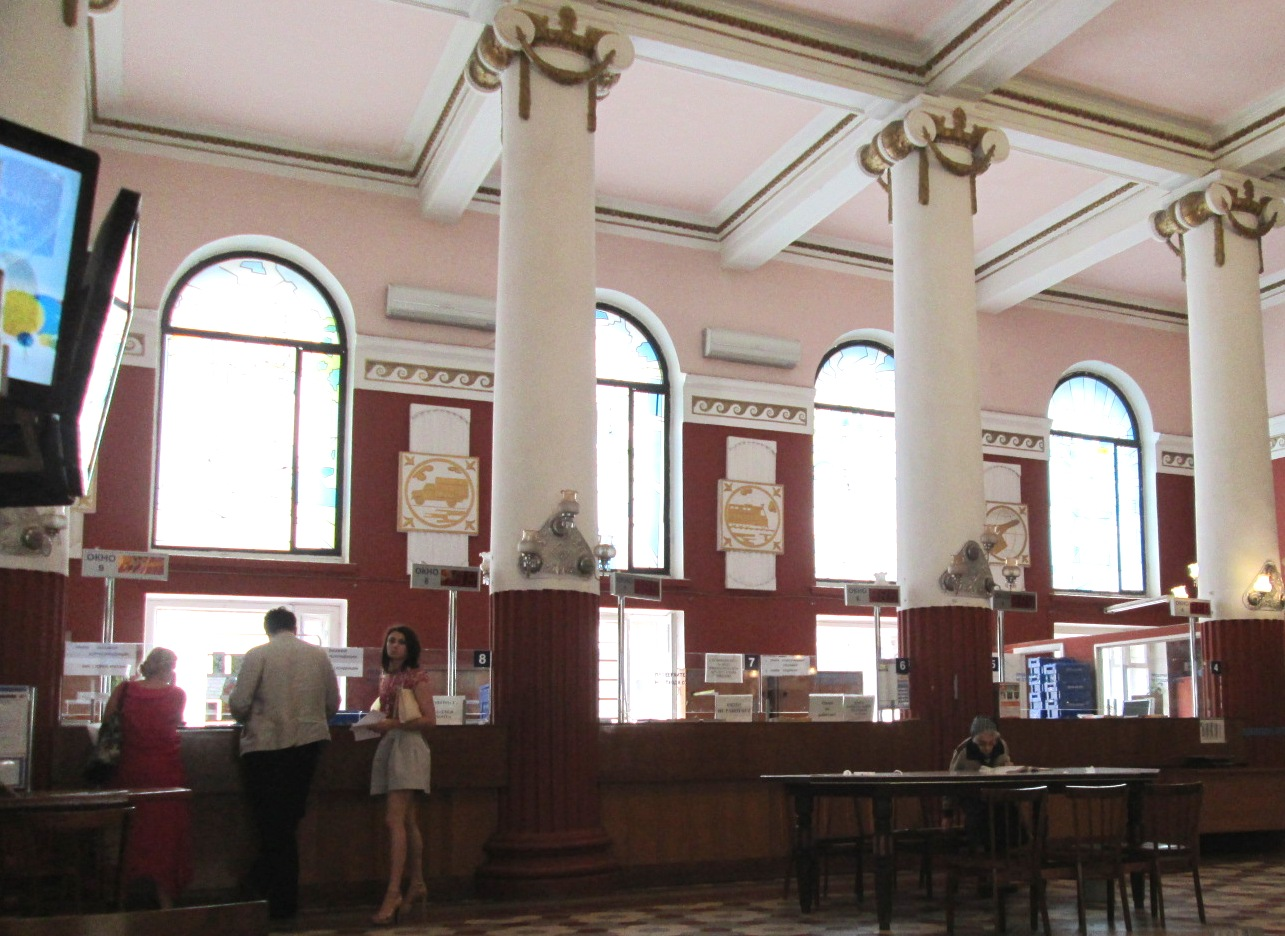
Oficina de correo en Vorónezh.

Durante la Gran Guerra Patria, el servicio postal soviético formó parte de la «Comisaría del Pueblo para las Comunicaciones de la URSS». Se entregaba unos 70 millones de paquetes por mes al frente del Ejército soviético, en condiciones extremadamente difíciles y a menudo muy peligrosas.
Durante la posguerra, servicio de correo experimentó cambios cuantitativos y cualitativos. En 1946, la «Comisaría del Pueblo para las Comunicaciones de la URSS» se transformó en el Ministerio de Comunicaciones de la URSS, pasando el Servicio Postal a conformarlo junto con otras oficinas de industrias de telecomunicaciones. Por los años 1950, la industria de correo, destruida por la guerra, fue restaurada al nivel de preguerra.
En años subsiguientes, la red de empresas de comunicación se expandió significativamente, especialmente en las áreas rurales. En las ciudades existía una red de oficinas de enlace, oficinas de correos y centros de comunicación subordinados. Muchos negocios debían combinar el correo, el telégrafo y el telefónico. Estos servicios de comunicaciones estaban localizados normalmente en el mismo edificio y bajo una misma administración. Una enorme red de buzones fue establecida, no solo en ciudades sino también en las zonas rurales, estaciones, ferrocarriles, etc.
En las últimas décadas del gobierno soviético el servicio postal se desarrolló notablemente, vía la mecanización y automatización del procesamiento del correo, mejorando la organización logística, así como el equipamiento para el servicio de los cliente.

### Oficina de correo de Leningrado
En los años treinta, 203 oficinas de correo operaban en Leningrado. Durante la Gran Guerra Patria de 1941 a 1945, la comunicación entre el frente y la retaguardia estuvo proporcionada por el Correo de Campo. En el primer año del asedio, había 108 oficinas de correo trabajando en Leningrado. La Asociación de Correos de Leningrado fue creada en 1988, e incluyó a la Oficina General de Correos de Leningrado, 13 oficinas de correo regional, 345 oficinas de correo, 11 oficinas automatizadas de correo, y una flota de vehículos.

## Federación rusa

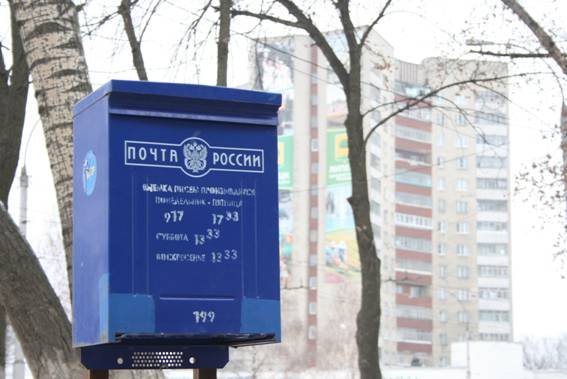
Un buzón en Lipetsk.

En 1993, el Correo de Rusia pasaba a integrar el Ministerio de Telecomunicaciones y Comunicaciones en Masa de la Federación Rusa. En 1996, el servicio postal fue reorganizado convirtiéndose en el Departamento de Correos adscrito al Ministerio de Comunicaciones de la Federación rusa. Las agencias postales rusas operaban en independencia comercial, pero con la fuerte competencia de sus antiguos socios, las compañías de telecomunicaciones.
Dado el rol del correo ruso en el desarrollo histórico del Estado, en 1994, el presidente ruso Boris Yeltsin estableció el feriado de los trabajadores postales, el "Día del Correo ruso". Otro decreto presidencial de 1997 restauró las tradiciones heráldicas del Correo Ruso, añadiéndole el emblema y la bandera rusos.
En 1996, el Ministerio de las Comunicaciones por primera vez decidió terminar el monopolio postal estatal en algunos servicios postales, dando como resultado la creación de compañías comerciales de correos.

### Reforma de 2002
Desde que la Unión Soviética se disolvió, el Servicio Postal Federal contaba con una red de 90 entidades dispares, que eran contadas como instituciones del Estado o empresas unitarias del estado federal, pero en términos legales eran completamente independientes. Estuvieron enlazadas a la Red Postal Federal solo por un tronco interzonal y un sistema de entregas interdistrital. La parte más absurda del sistema era que partes diferentes en regiones adyacentes competían entre sí, lo cual implicaba que para atraer a los grandes clientes corporativos, se ofrecían a menudo servicios a precios de dumping. Tampoco había ningún presupuesto uniforme, ni planificación, y operaban en instalaciones obsoletas.
Con el fin de reestructurar el servicio postal federal, el gobierno expidió un decreto el 28 de junio de 2002 para llevar a cabo la reorganización de la industria postal, apuntando a crear una compañía altamente eficiente y competitiva, resultando en la Empresa Federal Unitaria del Correo Ruso. En 2005 la reforma quedó terminada.
En 2004, Elsag Datamat ganó la licitación para construir el primer centro automatizado de clasificación del Correo Ruso.

## Colapso y reforma

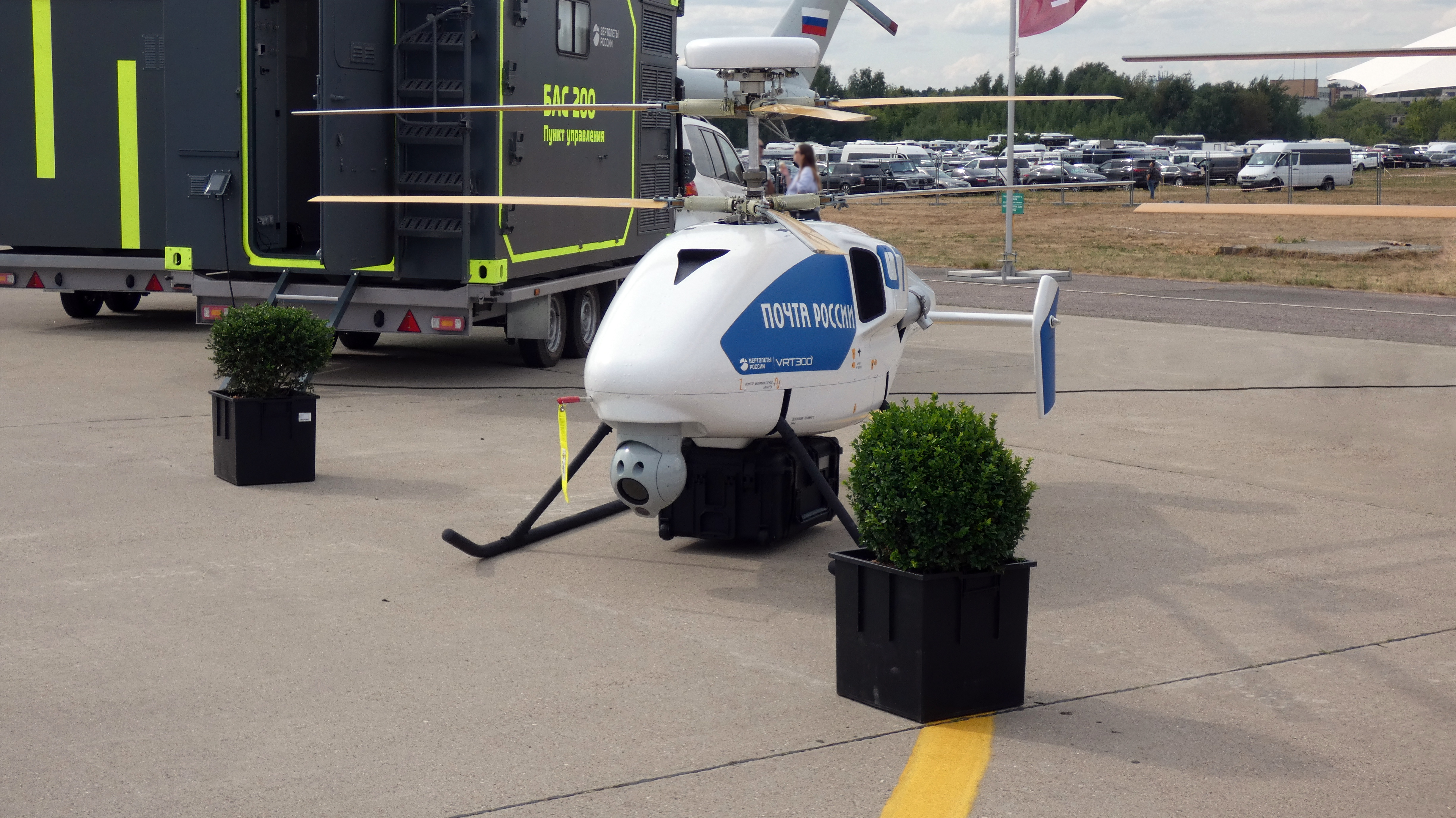
VRT-300 - drone para trabajar en Chukotka.

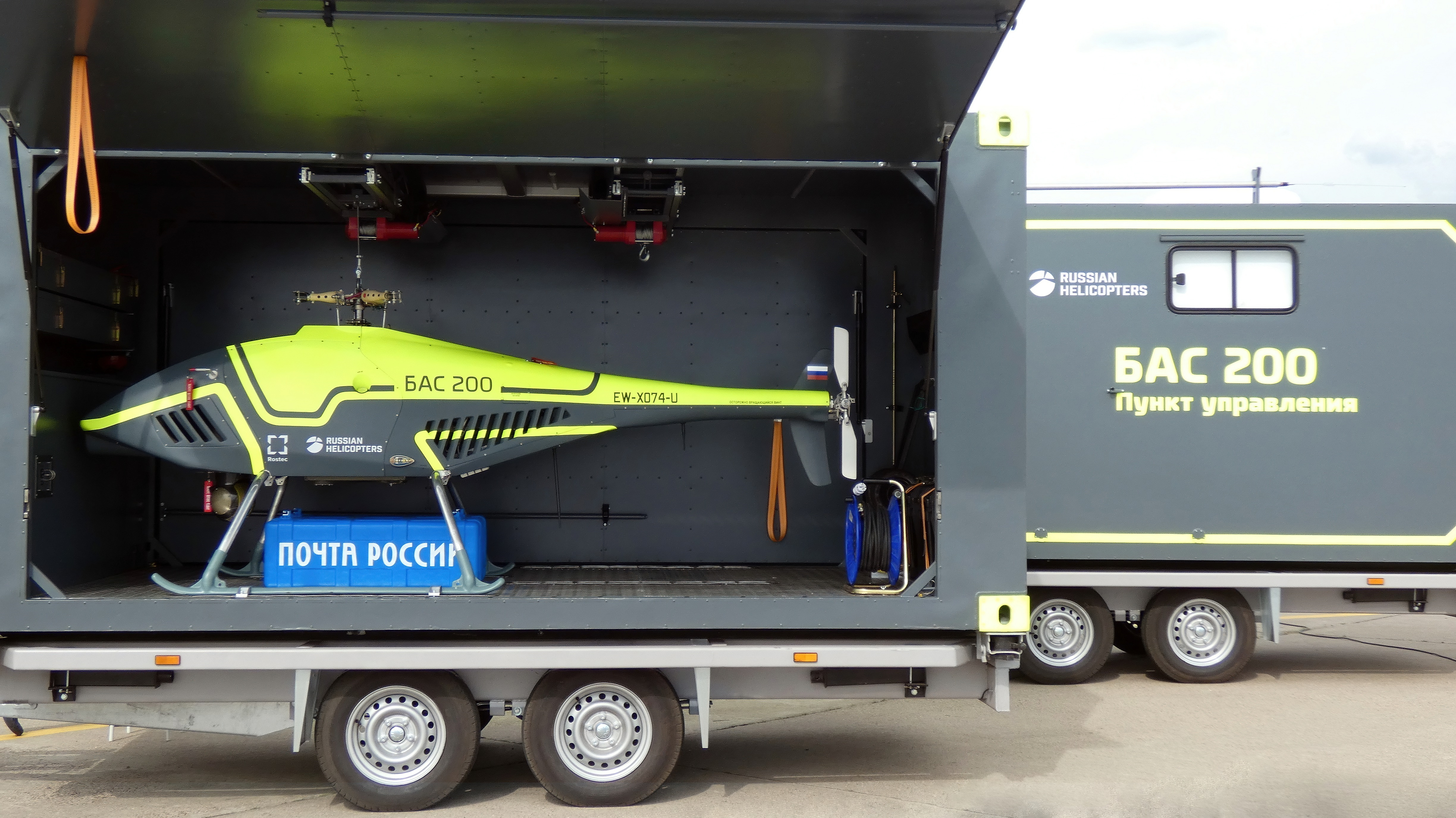
BAS-200 - drone para trabajar en Chukotka.

A inicios de la década de 2010, empezaron a incrementarse las quejas por el servicio. El número de paquetes enviados por los minoristas extranjeros en línea había aumentado constantemente por varios años y era seguro que aumentaría aún más. El correo ruso culpó de las demoras a las aduanas. Los paquetes que llegaban a Rusia por compras en Internet, se incrementaron de 2,3 millones en 2009, a más de 17 millones en 2012. El 6 de marzo de 2012, una cola de cinco camiones procedentes de Alemania esperaban ser descargados en Vnukovo. En la Oficina Internacional de Correo se apilaban 12 300 paquetes, 5300 paquetes de servicio expreso y 36 000 paquetes menores. Además, dos mil paquetes aún esperaban en el despacho de aduana del Aeropuerto Internacional de Sheremetyevo.
En 2012, se creó la web llamada "anti-Russianpost.ru" en donde los usuarios destacaban todos los casos de mal servicio en el correo ruso. Los clientes minoristas en línea lanzaron ataques de spam masivos dirigidos a la oficina de vigilancia Roskomnadzor de Moscú. En este periodo la compañía recibía hasta 1000 mensajes individuales con quejas sobre retrasos en las entregas de compras hechas en tiendas de Internet.
En marzo de 2013, el Correo Ruso informó sobre su desfavorable estado a las autoridades. En un mensaje especial la directora general Adjunta de Correos de Rusia, Nina Fetisova, dijo que la Agencia Federal de Comunicaciones Rossvyaz y el Servicio Federal de Aduana tenían a su procesamiento de correo internacional en una situación crítica, en los correos de Vnukovo y en el Aeropuerto Sheremétievo, así como en la Oficina de Unión Postal Universal Central de Moscú.
Con el fin de manejar el crecimiento de los envíos de paquetes, la capacidad de producción amplió asientos regionales de centros de intercambio postal internacional, con la compañía que abre los nuevos centros de procesamiento del correo internacional en Moscú, en la estación de Kazan, en Ekaterimburgo y Novosibirsk. Además, el correo ruso acordó con los operadores postales extranjeros ordenar la entrega de correo internacional por región, incluso dentro del país del remitente (preordenando primero en China, el más grande importador), lo cual permitió reducir el tiempo de entrega del correo internacional. Por ejemplo, después de abrir el centro de procesamiento de Ekaterimburgo, los paquetes provenientes de China dirigidos a los residentes de la región de Sverdlovsk se entregan en cinco días, incluyendo todo el despacho de aduanas.

### Anexión de Crimea a Rusia
En marzo de 2014, debido a la anexión de Crimea a la Federación de Rusia, el correo ruso anunció una serie de medidas para organizar los servicios postales con la República de Crimea de acuerdo con los reglamentos postales rusos, así como unificar los sistemas de correo de indexación.

## Estampillas de Rusia

### Durante el Imperio ruso

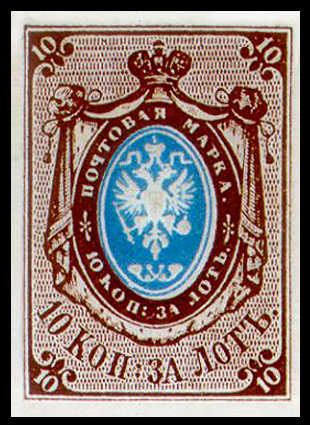
Primera estampilla del Imperio ruso (1858).

La primera estampilla de Rusia fue emitida el 10 de diciembre de 1857, mediante circular del Departamento Postal el cual disponía que a partir del 1 de enero de 1858, las cartas privadas regulares enviadas a todos los lugares del Imperio, el Reino de Polonia y el Gran Ducado de Finlandia, debían ser enviadas únicamente con el sello correspondiente al peso de dichas cartas. Aunque los primeros sellos salieron a la venta desde el primer día de emisión, la gente comenzó a usarlos a partir del 1 de enero de 1858 (1 de marzo en el Cáucaso, Transcaucasia, y Siberia). Desde entonces todas las cartas privadas se han enviado únicamente con estampillas canceladas a mano con dos líneas cruzadas.
En 1863 se introdujo un sello de 5 kopeks, y al año siguiente un diseño nuevo con las armas en un óvalo, para las denominaciones de 1, 3 y 5 kopeks. Estos fueron utilizados para compensar las complicadas tasas para el correo internacional, que habían requerido previamente los pagos en efectivo en la oficina de correos.
Después de 1866, los sellos fueron impresos con una marca de agua y un patrón de líneas onduladas, "EZGB" en caracteres cirílicos, más un conjunto de líneas horizontales.
En 1874, Rusia se convertiría en una de los 22 países fundadores de la Unión Postal General (más tarde Unión Postal Universal).
El diseño del escudo fue cambiado en 1875 y utilizado en denominaciones de 2 y 8 kopeks, así como en 7 kopeks (1879). Algunas estampillas de 7 kopeks, fueron también impresas en papel de timbre fiscal, con marca de agua de patrón hexagonal. Estos sellos son bastante raros.
La emisión del 14 de diciembre de 1883 presentó un diseño actualizado. Los valores de menor valor se imprimieron en un solo color, así como los valores altos de 14, 35 y 70 kopeks. En enero de 1884, se introdujeron las estampillas de 3,50 y 7 rublos, físicamente mucho más grandes que los sellos existentes.
A finales de 1904, Rusia emitió su primer semipostal, en cuatro valores eran vendidos en 3 kopeks, para beneficiar a los huérfanos de la guerra ruso-japonesa.
La primera serie de sellos conmemorativos apareció el 2 de enero de 1913, para celebrar el 300.º aniversario de la dinastía Romanov. Estos 17 sellos presentaron retratos de varios zares, así como vistas del Kremlin, del Palacio de Invierno y del Castillo Romanov. Pero cuando el gobierno imperial se desmoronó entre 1915 y 1916 bajo las presiones de la Primera Guerra Mundial, muchos de los diseños se imprimieron sobre cartulina y fueron utilizados como papel moneda. Los sellos de 7 y 14 kopeks fueron sobrecargados a 10 y 20 kopeks respectivamente debido a la escasez.
| Emisión | Fechas                                        | Imagen |
| ------- | --------------------------------------------- | ------ |
| 1       | 10 de diciembre de 1857 – marzo de 1858       |        |
| 2       | 19 de septiembre de 1858                      |        |
| 4       | 10 de julio de 1864                           |        |
| 5       | Junio de 1865                                 |        |
| 6       | 20 de agosto de 1866 – 1875                   |        |
| 7       | 18 de junio – julio de 1875                   |        |
| 8       | 19 de marzo de 1879                           |        |
| 9       | 25 de enero de 1884                           |        |
| 10      | Marzo de 1888                                 |        |
| 11      | 2 de mayo de 1889                             |        |
| 12      | 14 de diciembre de 1889 – 1892                |        |
| 13      | 1902–1904                                     |        |
| 14      | 1904                                          |        |
| 15      | 1905                                          |        |
| 16      | 1 de junio de 1906                            |        |
| 17      | Diciembre de 1908 – 1917                      |        |
| 18      |                                               |        |
| 19      | 1915 – 1917                                   |        |
| 20      | 10 de septiembre de 1916 – 1 de enero de 1917 |        |

### Revolución y Guerra Civil

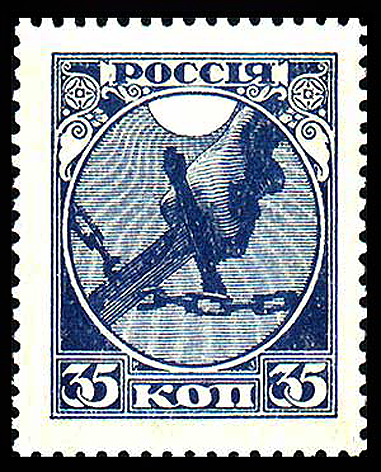
35 kopeks "Espada rompiendo cadenas" (1918).

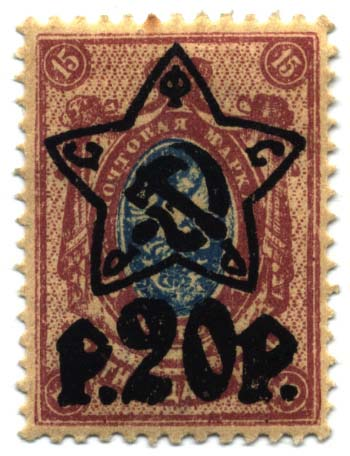
Sello de 20 rublos sobrecargada a 15 kopeks soviéticos.

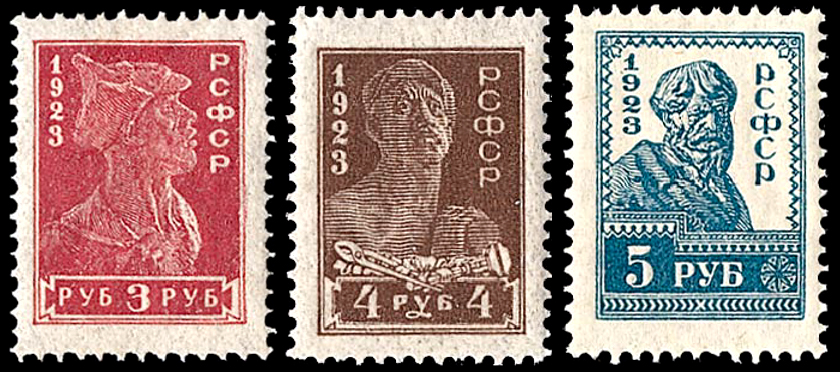
Estampillas de la cuarta edición definitiva de la RSFSR, 1923

El período de la Revolución rusa es complicado filatélicamente hablando. Las oficinas de correo de todo el país tuvieron que depender de sus propios recursos, y un buen número de facciones y repúblicas separatistas decidieron emitir sus propias estampillas, aunque en algunos casos parecen haber servido a propósitos publicitarios, pues pocas sirvieron para los fines por los que fueron grabadas.
Las entidades que emitieron sus propios sellos fueron las siguientes:
- Armenia
- Azerbaiyán
- Ejército del Noroeste
- Batumi
- Bielorrusia
- Estonia
- República del Lejano Oriente
- Georgia
- Letonia
- Lituania
- Siberia
- Rusia del sur (1919–1920)
- República Federal Socialista Soviética de Transcaucasia
- República Popular de Ucrania Occidental

En 1917, el Gobierno Provisional Ruso reimprimió los viejos diseños zaristas, pero imperforados. Los primeros sellos de la República Socialista Federativa Soviética de Rusia aparecieron en 1918, mostrando una espada que cortaba una cadena.
En los años de la Guerra Civil Rusa, los sellos postales sirvieron como una forma de moneda en algunas regiones. Durante la posterior hambruna, las estampillas se utilizaban como medio de intercambio de productos. El diario Pravda en su edición del 9 de marzo de 1922, «instó a la población a "no tirar los sellos" y pidió a todos los ciudadanos y niños de la RSFSR reunir y enviar todos los sellos cancelados, colecciones de sellos, y todo lo que tuvieran a la mano para ser intercambiado por chocolate y otros productos para los niños hambrientos».
Los próximos sellos aparecieron en 1921. La emisión poseía valores de 1 hasta 1000 rublos. El año siguiente, estas estampillas fueron sobrecargadas con valores faciales de hasta 100 000 rublos.
Una reforma monetaria de 1922, cambió la moneda en índice de 10 000 a 1, habilitando nuevos sellos de 5 a 200 rublos, incluyendo un conjunto que marca el quinto aniversario de la Revolución de octubre, sellos zaristas sobrecargados con una estrella de cinco puntas conteniendo la hoz y el martillo. También aparecieron sellos con retratos de un trabajador, campesino o soldado. Las variaciones en estos diseños de retrato, incluyendo el Gold Standard issue, continuarían durante los años veinte.

Ejemplos de estampillas de la RSFSR - Primera edición definitiva, 1921
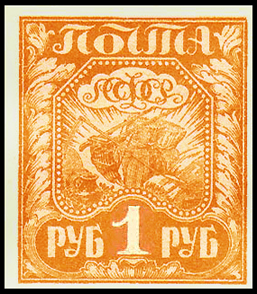
Símbolos de la labor agrícola
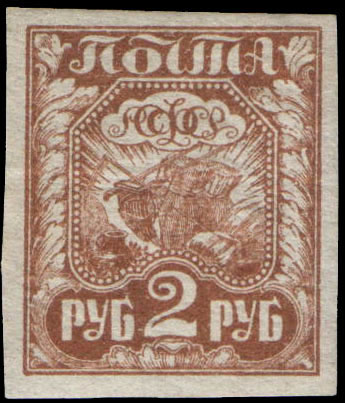
Símbolos de la labor agrícola
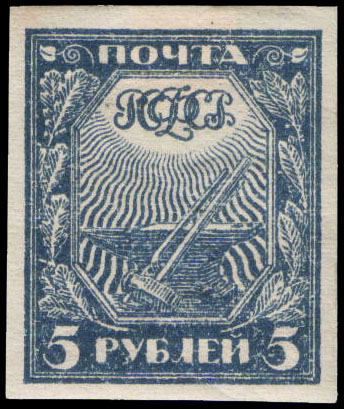
Símbolos de la labor industrial
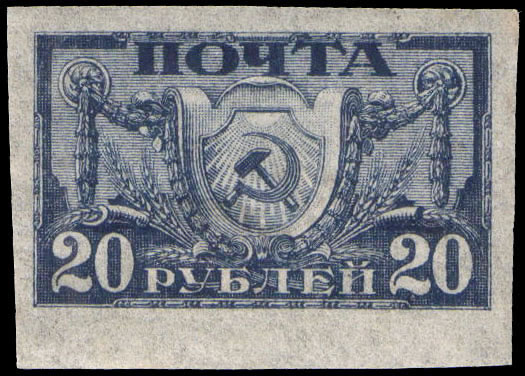
Símbolo de la "Hoz y el martillo"
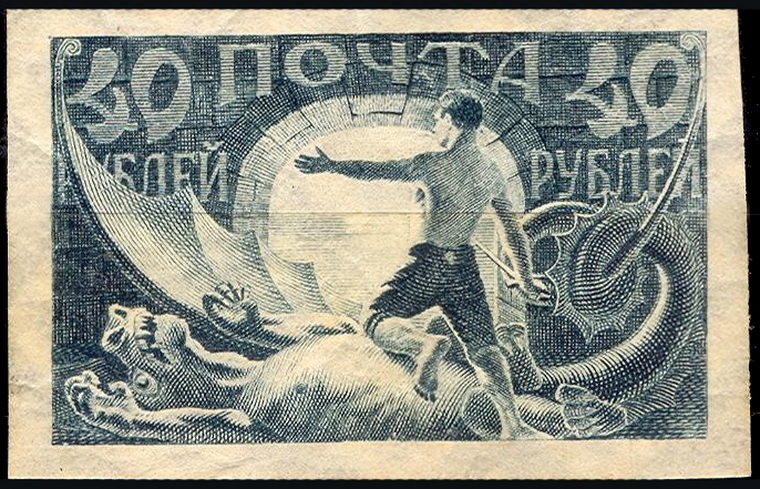
"Liberación proletaria" ("El asesino del dragón")
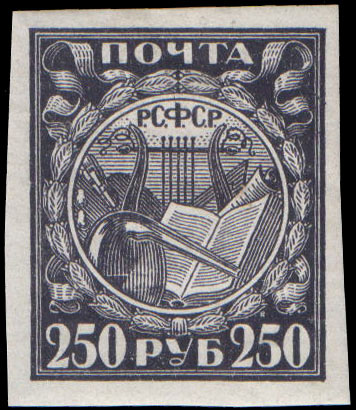
Símbolos de la ciencia y el arte

Ejemplos de estampillas de la RSFSR - Cuarta edición definitiva, 1922
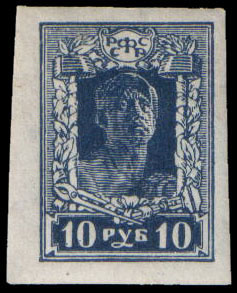
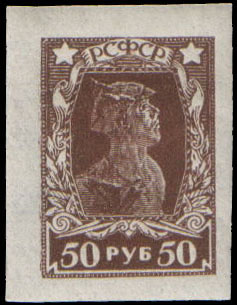
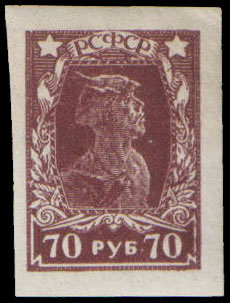
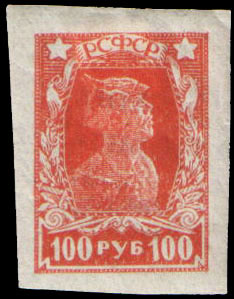

### Unión Soviética

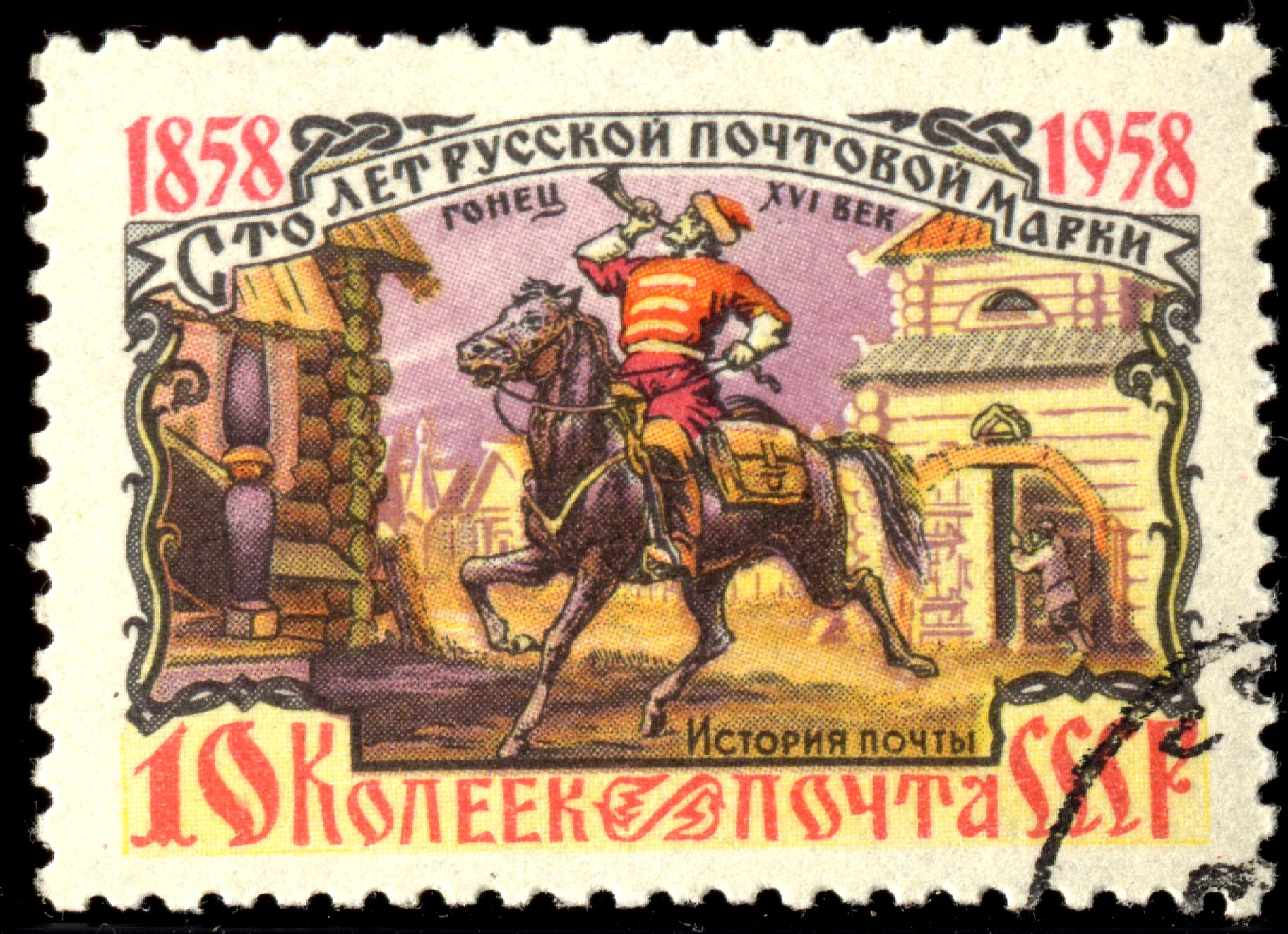
Estampilla de 1958 de la Unión Soviética, que muestra un mensajero del siglos XVI por el 100º aniversario de los sellos de correo ruso.

Los sellos postales de la Unión Soviética se emitieron entre 1923 hasta 1991, con la inscripción Почта СССР (Correo de la URSS). La temática de las estampillas soviéticas reflejan en gran medida la historia, política, economía y cultura de primer estado socialista del mundo.
| Emisión | Fechas | N.º Catálogo de sellos URSS                                         | Imagen |
| ------- | --- | ------------------------------------------------------------------- | ------ |
| 1       | 11 de octubre de 1923 – marzo de 1927 | 99–192                                                              |        |
| 2       | Octubre de 1927 – octubre de 1928 | 281–295                                                             |        |
| 3       | Agosto de 1929 – enero de 1941 | 314–346                                                             |        |
| 4       | 1936–1953 | 556–559                                                             |        |
| 5       | Marzo – agosto de 1939 | 667–669                                                             |        |
| 6       | Agosto de 1939 – diciembre de 1956 | 693–701                                                             |        |
| 7       | 22 de mayo de 1948 – septiembre de 1954 | 1247–1255                                                           |        |
| 8       | 16 de octubre de 1948 – 1959 | 1379–1388                                                           |        |
| 9       | 18 de agosto de 1958 – marzo de 1960 | 2217–2223                                                           |        |
| 10      | 1 de enero de 1961 – agosto de 1966 | 2510–2520                                                           |        |
| 11      | 25 de octubre de 1966 – abril de 1969 | 3414–3437                                                           |        |
| 12      | 10 de agosto de – 17 de diciembre de 1976 8 de septiembre – noviembre de 1977 4 de agosto de 1978 | 4599–4610 4733–4744 4853–4867                                       |        |
| 13      | 1 de diciembre de 1980 25 de abril de 1982 12 de diciembre de 1982 28 de diciembre de 1982 20 de mayo de 1983 15 de mayo de 1984 5 de septiembre de 1984 20 de enero de 1986 25 de junio de 1991 22 de agosto de 1991 19 de noviembre de 1991 20 de abril de 1992 | 5136 5287 5340 5357 5392 5510 5548–5551 5699 6332 5549А 6375 5549.I |        |
| 14      | 22 de diciembre de 1988 25 de diciembre de 1989 13 de marzo – 25 de junio de 1991 | 6013–6024 6145–6156 6298–6301                                       |        |

### Federación rusa

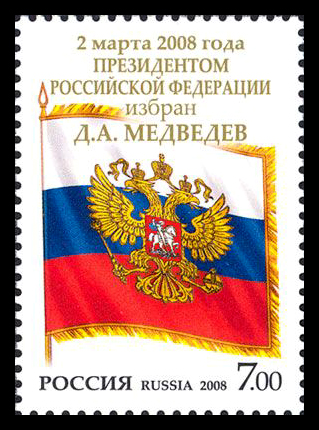
Un sello de 2008 de la Federación rusa.

Entre 1992 y 2010, la Federación de Rusia produjo seis números de sellos definitivos. La primera edición postsoviética apareció en febrero de 1992. Incluía dos sellos con valor nominal de 20 y 30 kopeks que representaban a San Jorge y al monumento Milenario de Rusia. A principios y mediados de 1990, esta serie de sellos se expandió debido a la hiperinflación y al correspondiente cambio en las tarifas postales. Muchos sellos fueron reeditados usando el mismo diseño pero con la denominación modificada. Por ejemplo, el valor nominal de la estampilla con la Puerta Dorada de Vladímir aumentó de 10 kopeks a 150 rublos, es decir, 1500 veces. El sello con la máxima denominación alcanzó los 5000 rublos.

Primeras estampillas de la Federación de Rusia. Primera emisión definitiva, 1992
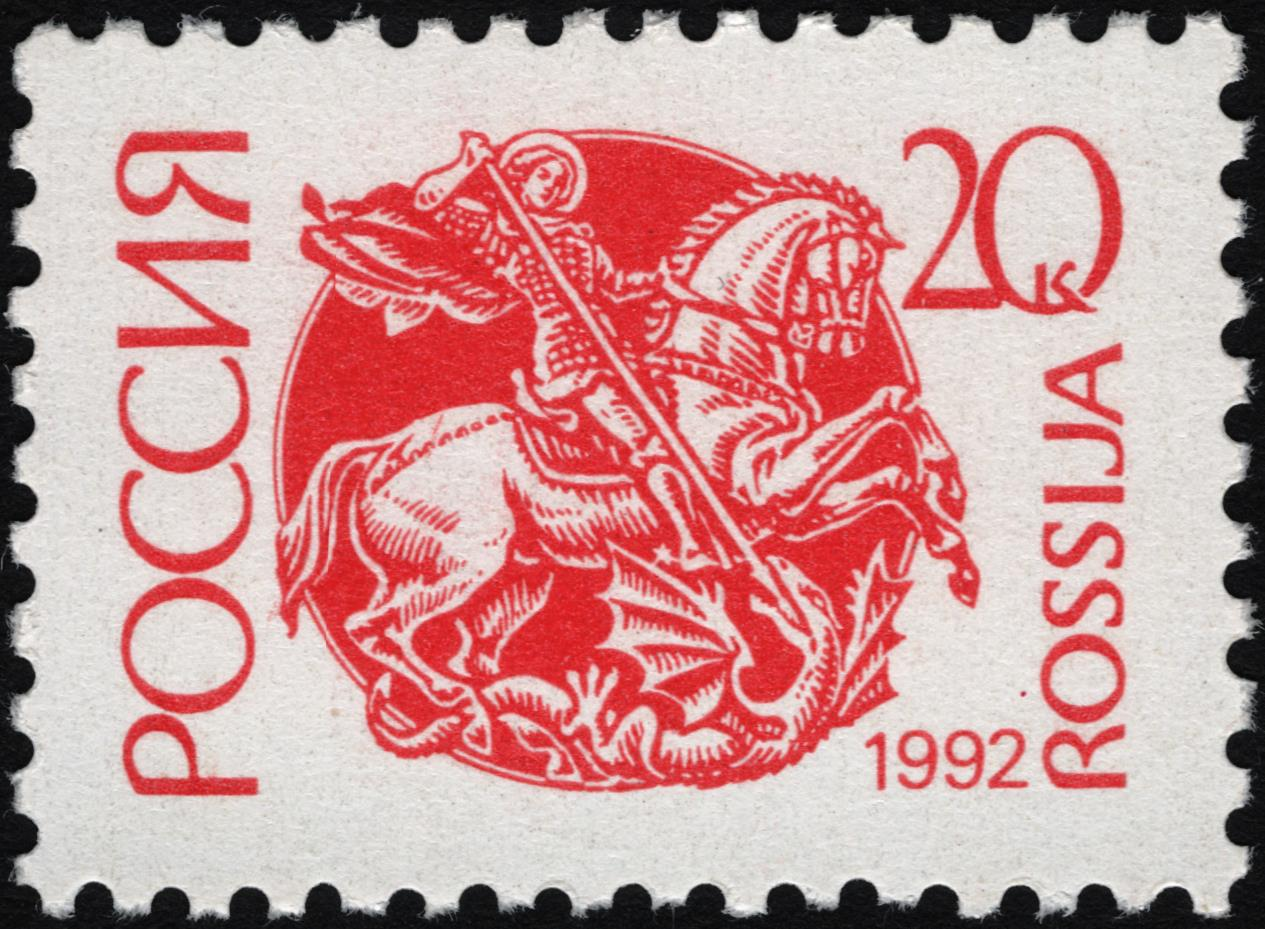
San Jorge
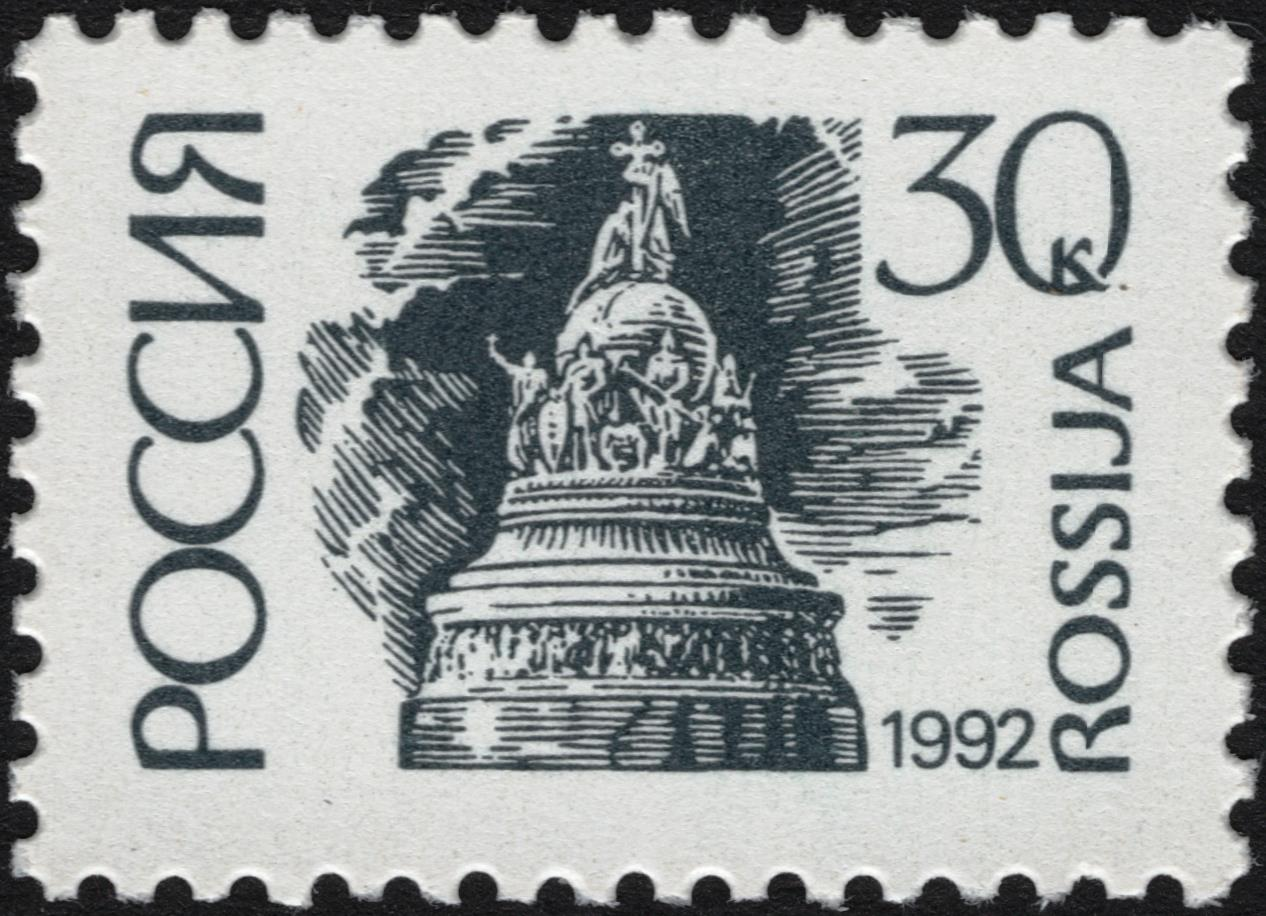
Monumento Milenario de Rusia
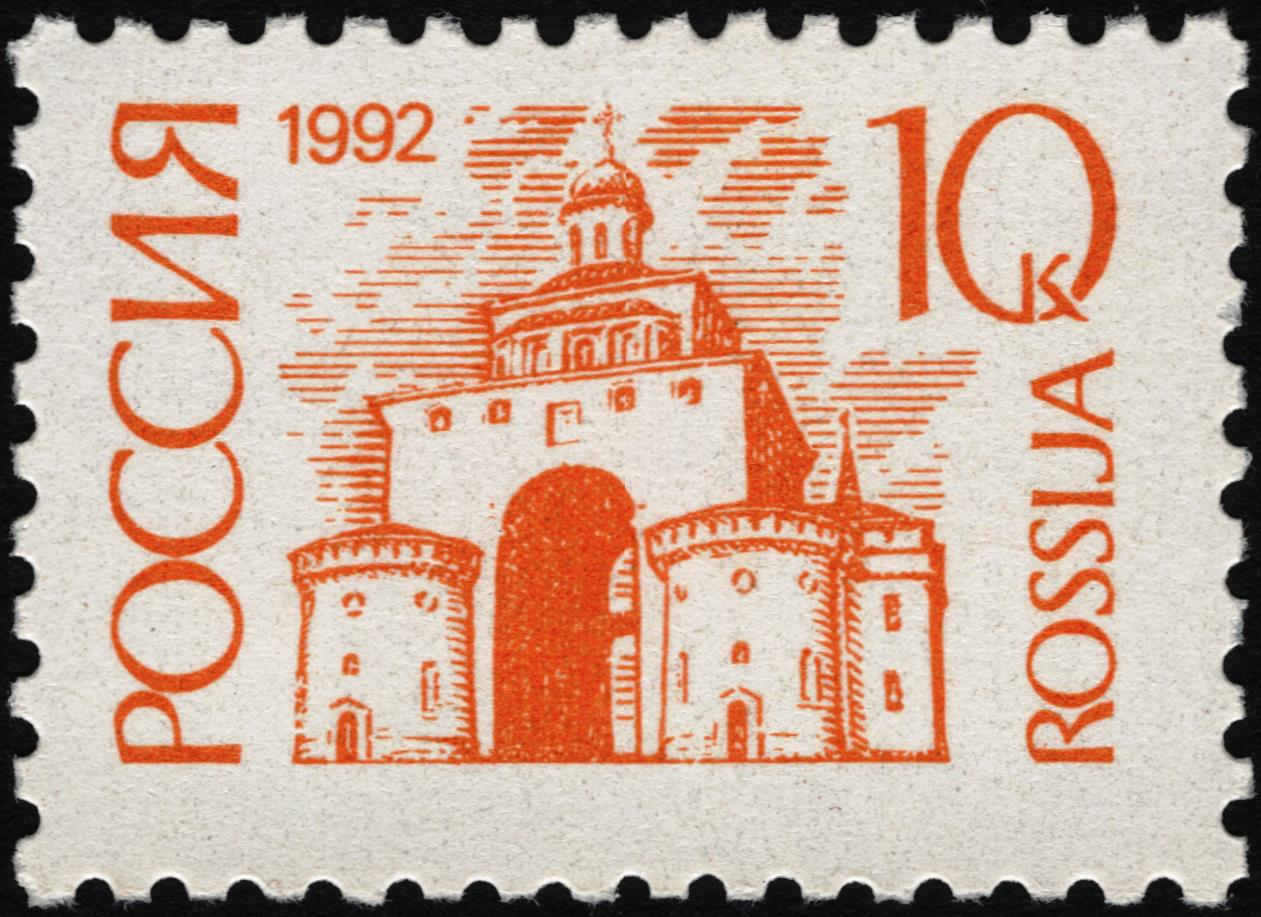
Puerta Dorada de Vladímir
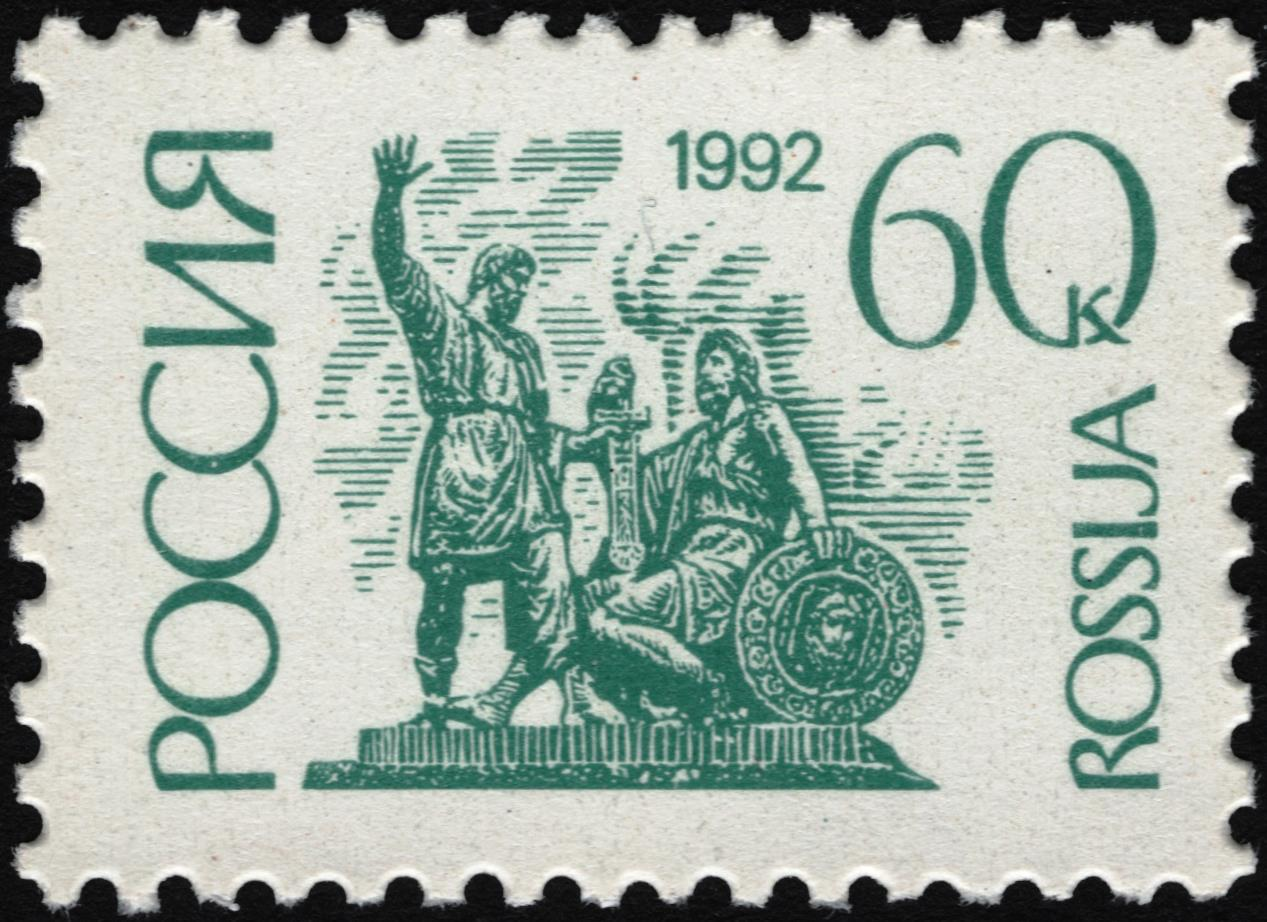
Monumento a Minin y Pozharski
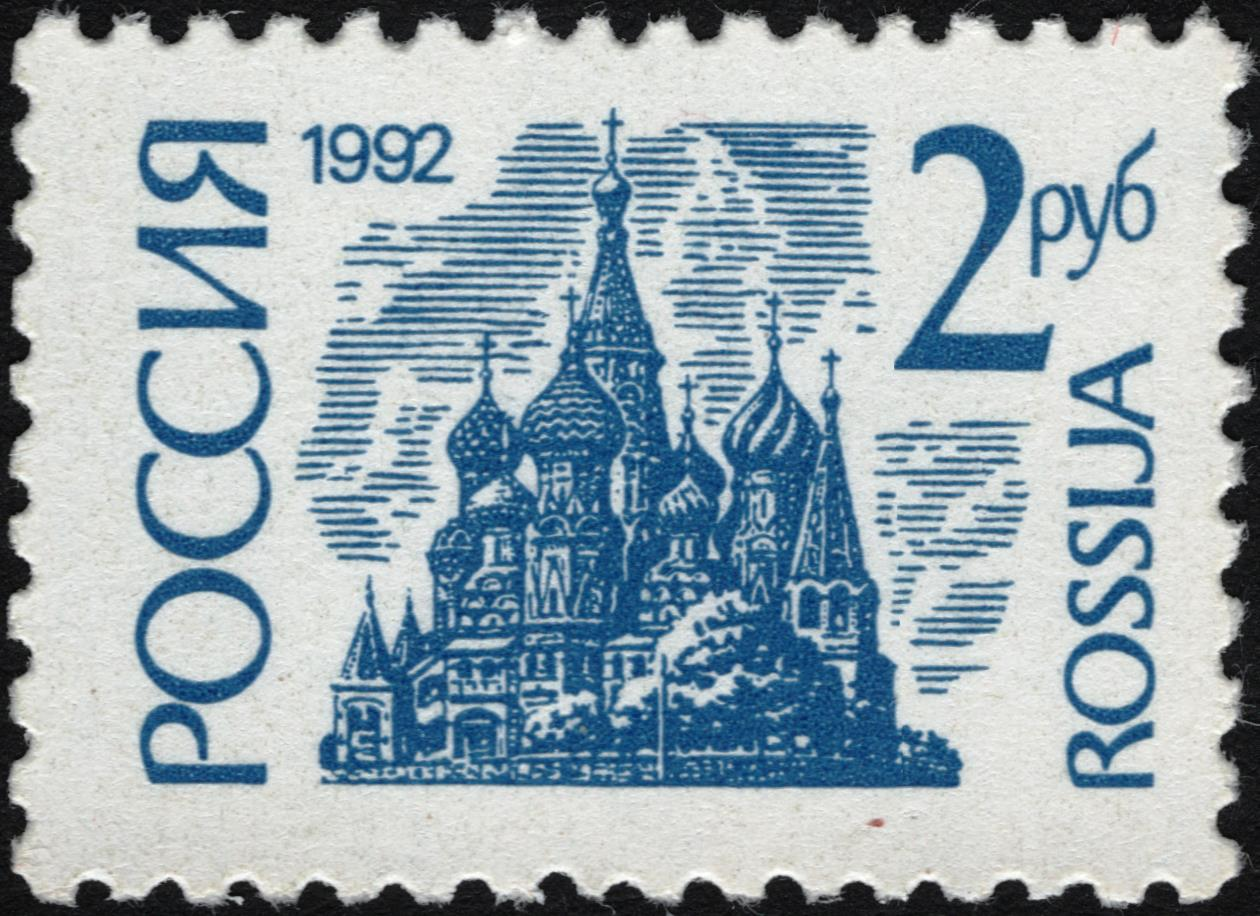
Catedral de San Basilio